# Maria Assunção Faus da Silva Dias
Maria Assunção Faus da Silva Dias (São Paulo, 30 de setembro de 1952) é uma geofísica, pesquisadora e professora universitária brasileira. 
Comendadora da Ordem Nacional do Mérito Científico, membro da Academia Brasileira de Ciências, membro da Sociedade Meteorológica Estadunidense, é professora emérita e sênior da Universidade de São Paulo desde 2015.

## Biografia
Maria Assunção nasceu em São Paulo, em 1952. Ingressou no curso de matemática na Universidade de São Paulo, em 1971 e se formou em 1974. Em 1975, ingressou no mestrado em ciências atmosféricas pela Universidade Estadual do Colorado e em 1977 ingressou no doutorado na mesma área e na mesma instituição, com orientação de Alan Keith Betts e Duane Stevens.
Entre 1986 e 1987 realizou estágio de pós-doutorado pela NASA com bolsa da FAPESP e é livre-docente pela Universidade de São Paulo, em 1987. Desde dezembro de 2003 é coordenadora geral do Centro de Previsão de Tempo e Estudos Climáticos, do Instituto Nacional de Pesquisas Espaciais. Já orientou 26 mestrados e 11 doutorados, publicou 75 trabalhos em revistas indexadas, 9 capítulos de livros e apresentou aproximadamente 180 trabalhos em reuniões científicas.
Sua área de pesquisa se concentra em sistemas tropicais que produzem chuvas, com ênfase na região da Bacia Amazônica, onde abordou aspectos de interação entre a biosfera e atmosfera, em particular os efeitos de desmatamento e de queimadas. Estudando a região sudeste do Brasil, trabalhou com topografia e circulações marítimas para o desenvolvimento de tempestades, utilizando ferramentas de modelagem numérica e uma forte componente de observações através de campanhas de medidas experimentais.

## Publicação
- Tempo e clima no Brasil. 1. ed. São Paulo: Oficina de Textos, 2009. v. 1. 464p, Cavalcanti, Iracema (Org.).